# Spodnje Sečovo
Spodnje Sečovo este o localitate din comuna Rogaška Slatina, Slovenia, cu o populație de 429 de locuitori.